# Michail Kuznecov
Michail Nikolaevič Kuznecov (in russo Михаил Николаевич Кузнецов?; Nižnij Tagil, 14 maggio 1985) è un canoista russo, vincitore della medaglia di bronzo ai Giochi olimpici di Pechino 2008 nel C2 slalom, in coppia con Dmitrij Larionov.

## Palmarès
- Olimpiadi

Pechino 2008: bronzo nel C2 slalom.